# Convenio sobre asistencia en caso de accidente nuclear o emergencia radiológica
El Convenio sobre asistencia en caso de accidente nuclear o emergencia radiológica es un tratado de 1986 del Organismo Internacional de Energía Atómica (OIEA) por el cual los Estados acordaron notificar al OIEA cualquier asistencia que puedan proporcionar en el caso de que un accidente nuclear ocurra en otro estado que ha ratificado el tratado. Junto con el Convenio sobre la pronta notificación de accidentes nucleares, se adoptó en respuesta directa al desastre de abril de 1986 en Chernóbyl.
El Convenio fue concluido y firmado en una sesión especial de la Conferencia General del OIEA el 26 de septiembre de 1986; el período extraordinario de sesiones se convocó debido al desastre de Chernóbyl, ocurrido cinco meses antes. Significativamente, la Unión Soviética y la RSS de Ucrania, los estados responsables del desastre de Chernóbyl, firmaron el tratado en la conferencia y lo ratificaron rápidamente. Fue firmado por 68 Estados y el convenio entró en vigor el 26 de febrero de 1987, después de la tercera ratificación.
A partir de 2016, hay 112 Estados que han ratificado o se han adherido al Convenio, además de la Comunidad Europea de la Energía Atómica, la Organización de las Naciones Unidas para la Alimentación y la Agricultura, la Organización Mundial de la Salud y la Organización Meteorológica Mundial. Los Estados que han firmado el convenio pero no lo han ratificado son Afganistán, Costa de Marfil, República Democrática del Congo, Níger, Corea del Norte, Sierra Leona, Sudán, Siria y Zimbabue. Los Estados que han ratificado el Convenio pero lo han denunciado y retirado del acuerdo son Bulgaria, Hungría, Mongolia y Polonia.